# Tanjung Medan (Bilah Barat)
Tanjung Medan is een bestuurslaag in het regentschap Labuhan Batu van de provincie Noord-Sumatra, Indonesië. Tanjung Medan telt 4340 inwoners (volkstelling 2010).